# Și atunci, ce e libertatea?
Și atunci, ce e libertatea? este un film dramatic românesc din 2020 regizat de Andrei Zincă. Scenariul a fost scris de Zincă, inspirat vag din nuvela „Proiecte de trecut” de Ana Blandiana. Rolurile principale au fost interpretate de actorii Radu Iacoban, Iulia Lumânare, Cuzin Toma, Olimpia Melinte, Tünde Skovrán, Radu Bânzaru,Nicodim Ungureanu, Cristian Popa și Magda Catone. Filmările au avut loc în anuii 2012 si 2013.
A avut premiera în cadrul Festivalul internațional de film Transilvania, ediția din 2020.

## Prezentare
Povestea este inspirată de întâmplări reale din anul 1951, când Partidul Comunist Român a ordonat deportarea a 40.000 de proprietari de pământ din Banat în Câmpia Bărăganului, echivalentul românesc al deportărilor în Siberia.

## Distribuție
- Iulia Lumânare - Turica Bazan
- Radu Iacoban - Emil Bazan
- Cuzin Toma - Culai
- Olimpia Melinte - Ana
- Skovrán Tünde - Agnes Ferencz
- Radu Bânzaru - Jonas Friedel
- Nicodim Ungureanu - Preotul Nicodim
- Cristian Popa - Ion
- Magda Catone - Nana Salome
- Șerban Georgevici - Miron
- [Radu Ciobănașu]] - Securistul
- Silviu Oltean - Colonelul Stroe
- Dorina Lazăr - Bunica
- Axel Moustache - Nebunul satului

## Premii
A primit Premiul publicului pentru film românesc la Festivalul internațional de film Transilvania 2020.